# بلوفین

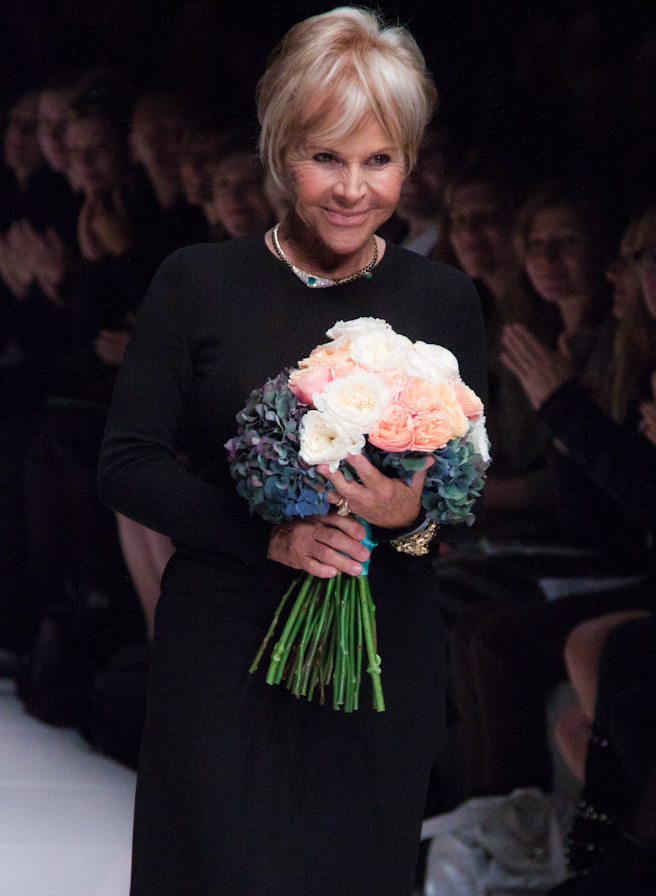
آنا مولیناری، هم‌بنیان‌گذار بلوفین

بلوفین (انگلیسی: Blufin) شرکت پوشاک ایتالیایی است، که در سال ۱۹۷۷ توسط آنا مولیناری و جیانپائولو تارابینی تأسیس شد.